# Trite simoni
Trite simoni es una especie de araña saltarina del género Trite, familia Salticidae. Fue descrita científicamente por Patoleta en 2014.
Habita en Nueva Caledonia. La especie tiene un cefalotórax marrón de 2,06 centímetros (3⁄4 pulgadas) de largo y un abdomen de 2,67 centímetros (una pulgada) de largo con un patrón blanquecino-grisáceo.